# Lista regiunilor în Renania de Nord - Westafalia
Landul german Renania de Nord - Westfalia cuprinde următoarele regiuni geografice (zone):
| - Eifel si Siebengebirge - Aachener Hügelland cu Nordeifel / Rureifel - Hohes Venn - Kölner Bucht / Niederrheinische Bucht - Kempener Land - Angerland - Vorgebirge / Ville - Zülpicher Börde / Jülicher Börde - Niederrhein / Niederrheinisches Tiefland - Niedersächsisches Bergland - Weserbergland - Tecklenburger Land - Teutoburger Wald / Osning - Eggegebirge - Lipper Bergland - Ravensberger Land - Warburger Börde - Östliches Wiehengebirge - Süderbergland - Sauerland - Ebbegebirge - Lennegebirge - Fredeburger Land - Wittgensteiner Land - Bergisches Land - Oberbergisches Land - Niederbergisches Land - Siegerland | - Westfälische Bucht / Münsterländer Bucht - Ardeygebirge - Dortmunder Rücken - Emscherland - Haarstrang - Hellwegbörde - Werl-Unnaer Börde - Soester Börde - Geseker Börde - Naturpark Hohe Mark - Westenhellweg - Münsterland - Kernmünsterland - Ostmünsterland - Beckumer Berge - Boomberge - Delbrücker Land - Westmünsterland - Baumberge - Hamaland - Südmünsterland - Lipperegion - Lipper Höhen - Paderborner Hochfläche - Sintfeld - Senne - Westfälisches Tiefland - Mindener Land - Lübbecker Land |